# 阿久津流急戦矢倉
| 9  | 8  | 7  | 6  | 5  | 4  | 3  | 2  | 1  |    |
| 香 | 桂 |    | 金 |    | 王 |    | 桂 | 香 | 一 |
|    | 飛 |    |    |    | 銀 | 金 |    |    | 二 |
| 歩 |    |    | 歩 | 銀 | 歩 |    | 歩 | 歩 | 三 |
|    |    | 歩 |    |    |    | 歩 |    |    | 四 |
|    | 歩 |    |    | 角 |    |    |    |    | 五 |
|    |    | 歩 | 歩 |    |    |    | 歩 |    | 六 |
| 歩 | 歩 | 銀 | 金 |    | 歩 | 歩 |    | 歩 | 七 |
|    | 角 | 金 |    |    | 銀 |    | 飛 |    | 八 |
| 香 | 桂 |    | 玉 |    |    |    | 桂 | 香 | 九 |

阿久津流急戦矢倉（あくつりゅうきゅうせんやぐら）は、将棋の戦法の一つ。矢倉戦において主に後手番で用いられる急戦矢倉の一種である。近年では阿久津主税が得意とし、好成績を挙げたことからこの名で呼ばれるようになった（その他にも中原流、郷田流、渡辺流という呼び方もあるが、阿久津流と総称されることが多い）。
5筋の歩を角で交換した後、△5四銀の好形に組み、後に△6五歩と仕掛けるのが後手の狙い筋の一つ。5五の地点に出た角は、7三に引く場合と2二に戻る場合がある。先手の対応次第では上記の狙いを放棄して持久戦にシフトすることも多い。

## 発見と流行
5筋の歩を角で交換する急戦矢倉という構想自体は以前から存在し、2二に引く形からの急戦の前例としては中原誠が得意とした中原流と呼ばれる指し方があり、米長流急戦矢倉と共にかつて猛威を振るった（ただし中原流は△6四歩から△6三銀とし、中央から盛り上がっていく）。その後、△6四歩を突かず角を7三に引く余地を残した指し方が登場し、郷田真隆が得意としたため郷田流とも呼ばれたことがある。七冠達成を巡り羽生善治と谷川浩司が争ったタイトル戦でも頻出したが、その後、居飛車党が後手番で矢倉戦を敬遠する傾向が強まり、本戦型も見られなくなっていった。
矢倉中飛車と同様に、矢倉の5手目問題における重要なテーマであり、羽生善治が『将棋世界』において長期に亘り連載した『変わりゆく現代将棋』においても、本戦法の変化は深く掘り下げて検討がなされている。しかし、『変わりゆく現代将棋』以降、本戦法について目立った動きがない時期が続いていた。

## 渡辺新手
第21期竜王戦七番勝負で、カド番に追い詰められた渡辺明竜王が第6局と第7局でこの戦法を連採し、逆転防衛の原動力となったことで、本戦法は再び注目を浴びることとなった。
第6局では基本形から▲7九角△7三角▲4六角△6四銀▲7五歩△8四飛▲7四歩△同飛▲5六歩と進み、そこで△5五歩が既存の定跡だったが、歩を打たずにじっと△3一玉が新手で、▲6五歩には△同銀▲7三角成△同桂▲6六歩△5一金▲6五歩△同桂▲7六銀△5七歩が一例である。
先手の羽生善治名人は▲6五歩からの仕掛けを見送り2筋から仕掛けたが、△6二角から逆襲し70手で後手の渡辺が勝利した。
第7局では基本形から羽生が▲2五歩と手を替え、そこで△5四銀が既存の定跡だったが、2筋の歩を切らせない△3三銀が新手で、この手は元々、当時奨励会員だった阿部健治郎が考案した手だった。
その後▲6五歩△7三角▲6六銀△8四角▲7九角△3一玉▲4六角△9二飛▲7五歩と進み乱戦となったが、140手で渡辺が辛勝した。
| 9  | 8  | 7  | 6  | 5  | 4  | 3  | 2  | 1  |    |
| 香 | 桂 |    | 金 |    |    | 王 | 桂 | 香 | 一 |
|    |    |    |    |    | 銀 | 金 |    |    | 二 |
| 歩 |    | 角 | 歩 |    | 歩 |    | 歩 | 歩 | 三 |
|    |    | 飛 | 銀 |    |    | 歩 |    |    | 四 |
|    | 歩 |    |    |    |    |    |    |    | 五 |
|    |    |    | 歩 | 歩 | 角 |    | 歩 |    | 六 |
| 歩 | 歩 | 銀 | 金 |    | 歩 | 歩 |    | 歩 | 七 |
|    |    | 金 |    |    | 銀 |    | 飛 |    | 八 |
| 香 | 桂 |    | 玉 |    |    |    | 桂 | 香 | 九 |

| 9  | 8  | 7  | 6  | 5  | 4  | 3  | 2  | 1  |    |
| 香 | 桂 |    | 金 |    | 王 |    | 桂 | 香 | 一 |
|    | 飛 |    |    |    |    | 金 |    |    | 二 |
| 歩 |    |    | 歩 | 銀 | 歩 | 銀 | 歩 | 歩 | 三 |
|    |    | 歩 |    |    |    | 歩 |    |    | 四 |
|    | 歩 |    |    | 角 |    |    | 歩 |    | 五 |
|    |    | 歩 | 歩 |    |    |    |    |    | 六 |
| 歩 | 歩 | 銀 | 金 |    | 歩 | 歩 |    | 歩 | 七 |
|    | 角 | 金 |    |    | 銀 |    | 飛 |    | 八 |
| 香 | 桂 |    | 玉 |    |    |    | 桂 | 香 | 九 |

## その後の対策
基本形に至る前の変化で▲2六歩に替えて▲5七銀右とする指し手がある。△8五歩▲7七銀△5五歩▲同歩△同角には▲6五歩と反発し6筋から盛り上がり、菱矢倉模様に組み替え、厚みを築いてから反発する狙いがある。
それとは別に、△8五歩に対し▲7七銀を上がらず▲2五歩として、お互いに飛車先を交換する指し方もある。